# لا باراکا
لا باراکا (اسپانیایی: La barraca‎) نام یک مجموعهٔ تلویزیونی درام اسپانیایی به کارگردانی «لئون کلیموفسکی» است که در سال ۱۹۷۹ تولید و از «تلویزیون اسپانیا» پخش شد. این مجموعه، بر پایهٔ رمانی به همین نام اثر نویسندهٔ شهیر اسپانیایی «ویسنته بلاسکو ایبانز» ساخته شده است. این فیلم در رم و والنسیا تصویربرداری شد.

## بازیگران و نقش‌ها
- آلوارو دِ لونا - باتیسته (با دوبلۀ ایرج رضایی)
- ماریسا دِ لثا - تره‌سا
- بیکتوریا آبریل - رزه‌تا
- خوان کارلوس نایا - تونت
- لولا اِرِرا -په‌په‌تا
- لوئیس سوآرز - پیمنتو
- ادواردو فاخاردو - بارت
- تره‌له پابِز - آمپارو
- گابریل یوپارت - دون خواکین
- فرناندو هیلبک - کوپا
- آدریان اورتگا - سالوادور
- میگوئل آیونز - پزشک

## جوایز
این سریال در سال ۱۹۷۹ برنده «جایزه طلایی برنامه تلویزیونی» اسپانیا (موسوم به ت. پ. دِ اورو) در رشته‌های زیر گردید:
- بهترین سریال تلویزیونی کشوری
- بهترین بازیگر مرد: آلوارو دِ لونا
- بهترین بازیگر زن: لولا اِرِرا